# Omura-jinja
L'Omura-jinja (小村神社, souvent mal orthographié en « Komura-jinja ») est un sanctuaire shinto situé dans le district de Takaoka dans le village de Hidaka, préfecture de Kōchi au Japon.
Le sanctuaire est fondé en 587 mais l'actuel bâtiment principal (shaden) date de 1705. Le 牡丹杉 (botansugi) cèdre japonais derrière le bâtiment principal est considéré comme sacré et passe pour avoir plus de mille ans. Il est désigné « monument naturel » (村指定天然記念物) par le village. Selon la légende, le sommet de l'arbre scintillerait en situations d'urgence. Pour cette raison, l'arbre est aussi appelé cèdre de la flamme éternelle (ou lumière votive) (燈明杉, tōmyō-sugi).
L'objet du culte ou shintai du Omira-jinja est une épée, le trésor national chokutō en bronze doré avec pommeau en anneau (金銅荘環頭大刀拵, kondōsō kantō tachi goshirae). Offerte à Kunitokotachi par le clan Kusakabe à l'époque de sa fondation, cette lame à double tranchant a la réputation d'être le plus ancien objet japonais transmis de génération en génération. Cette épée droite date de la fin de la période Kofun, pèse 527 g, pour un longueur (distance de l'encoche à la pointe de l'épée) de 68,4 cm, une poignée de 7,5 cm et un saya (fourreau) long de 92,1 cm. Le tachi est présenté au public lors de la grande fête annuelle du sanctuaire le 15 novembre,,,.
L'Omira-jinja possède des masques en bois de Bodhisattva de la fin de l'époque de Heian désignés bien culturels importants et deux miroirs représentant un motif hōrai désignés biens culturels tangibles préfectoraux. Les autres trésors remarquables détenus par le sanctuaire comprennent un morceau de poterie Sue, deux yari en bronze, une image verticale attribuée à Ono no Michikaze, un munafuda (栋 札, « étiquette de crête ») avec des informations sur la construction du bâtiment en 1240, neuf hengaku (plaques votives) en bois peint des 36 poètes et un tanzaku (bande étroite de papier) avec un waka par l'empereur Go-Nara.